# Eurysa baetica
Eurysa baetica är en insektsart som beskrevs av Adolf Remane och Asche 1986. Eurysa baetica ingår i släktet Eurysa och familjen sporrstritar.
Artens utbredningsområde är Spanien. Inga underarter finns listade i Catalogue of Life.